# Cimberly Wanyonyi

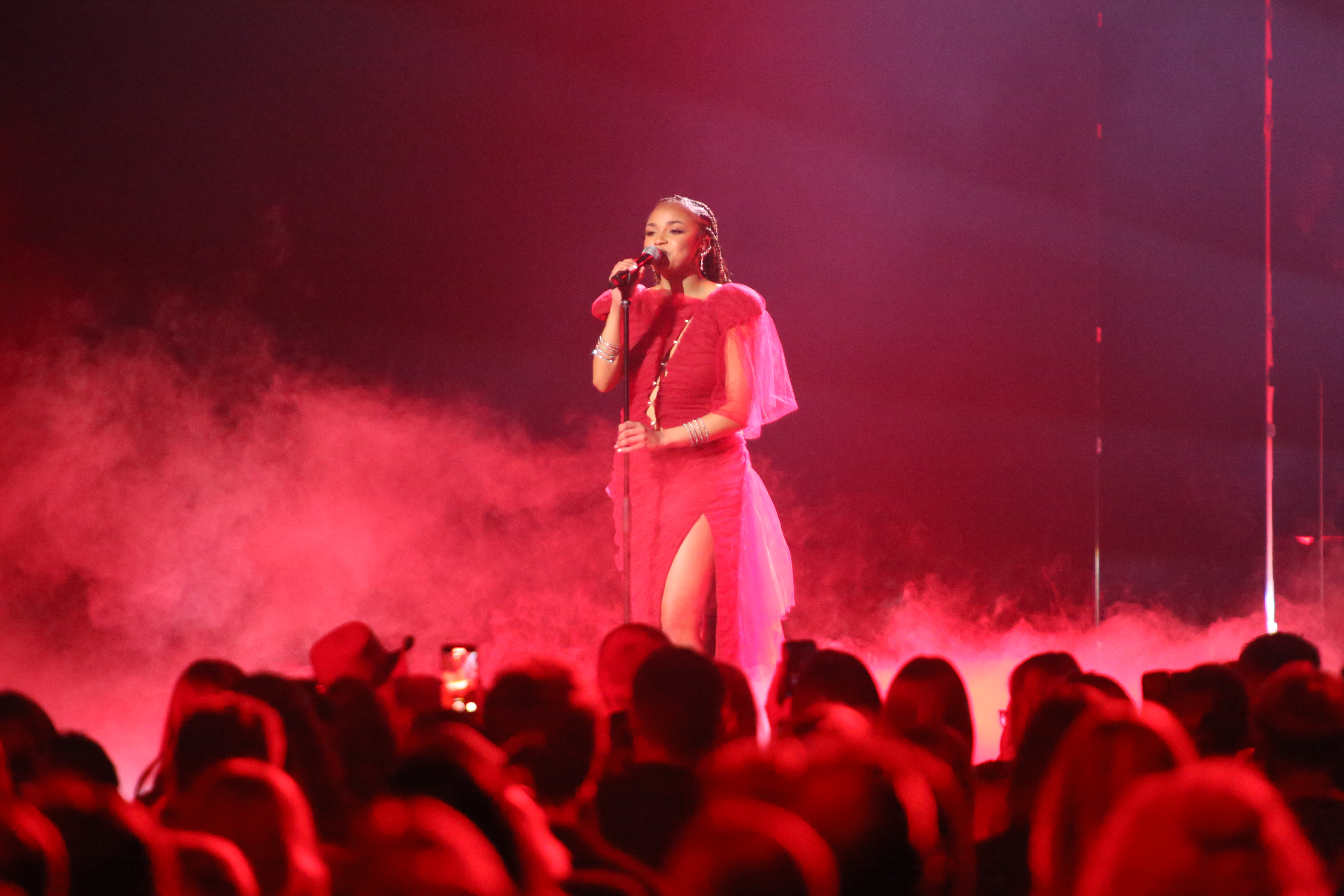
Cimberly Wanyonyi på scen under finalen av Idol 2023.

Cimberly-Malaika Tiffany Wanyonyi, född 14 januari 2005 i Skellefteå, Västerbottens län, är en svensk sångerska.
Wanyonyi sökte under den tidiga halvan av 2023 till TV-programmet Idols nittonde säsong, där hon via höstens kvalvecka, lyckades ta sig hela vägen till topp 12. Den 24 november stod det klart, att hon skulle möta Saga Ludvigsson i finalen på Avicii Arena som ägde rum den 1 december, hon vann.

## TV-medverkan
- 2023 – Idol